# Liste der Biografien/Fuk
Liste der Biografien |
Portal Biografien |
Personensuche
# |
A |
B |
C |
D |
E |
F |
G |
H |
I |
J |
K |
L |
M |
N |
O |
P |
Q |
R |
S |
T |
U |
V |
W |
X |
Y |
Z |
?
 
Fa |
Fe |
Ff |
Fh |
Fi |
Fj |
Fk |
Fl |
Fm |
Fn |
Fo |
Fr |
Ft |
Fu |
Fy
 
Fua |
Fub |
Fuc |
Fud |
Fue |
Fuf |
Fug |
Fuh |
Fui |
Fuj |
Fuk |
Ful |
Fum |
Fun |
Fuo |
Fuq |
Fur |
Fus |
Fut |
Fuw |
Fux |
Fuy |
Fuz
Die Liste der Biografien führt alle Personen auf, die in der deutschsprachigen Wikipedia einen Artikel haben. Dieses ist eine Teilliste mit 208 Einträgen von Personen, deren Namen mit den Buchstaben „Fuk“ beginnt.

## Fuk

### Fuka
- Fuka, Ananias do Carmo, osttimoresischer Politiker und Sektengründer
- Fuka, Eva (1927–2015), tschechisch-amerikanische Fotografin
- Fuka, Vladimír (1920–1996), tschechischer Komponist und Musiker
- Fukabori, Keiichirō (* 1968), japanischer Golfer
- Fukačová, Michaela (* 1959), tschechische Violoncellistin
- Fukada, Kyōko (* 1982), japanische Schauspielerin, Sängerin und Model
- Fukada, Mari (* 2007), japanische Snowboarderin
- Fukada, Yūsuke (1931–2014), japanischer Luftfahrtangestellter und Schriftsteller
- Fukae, Roshū (1699–1757), japanischer Maler
- Fukagawa, Daisuke (* 1999), japanischer Fußballspieler
- Fukagawa, Tomotaka (* 1972), japanischer Fußballspieler
- Fukahori, Joseph Satoshi (1924–2009), römisch-katholischer Bischof von Takamatsu
- Fukahori, Shumpei (* 1998), japanischer Fußballspieler
- Fukai, Kazuki (* 1995), japanischer Fußballspieler
- Fukai, Masaki (* 1980), japanischer Fußballspieler
- Fukai, Shūhei (* 1993), japanischer Fußballspieler
- Fukai, Yūki (* 1996), japanischer Fußballspieler
- Fukal, Milan (* 1975), tschechischer Fußballspieler
- Fukamachi, Jun (1946–2010), japanischer Fusion-Musiker, Komponist, Keyboard- und Synthesizerspieler
- Fukaminato, Sōichirō (* 2000), japanischer Fußballspieler
- Fukano, Etsuko (* 1972), japanische Fußballschiedsrichterin
- Fukar, Trude (1920–2012), österreichische Schauspielerin
- Fukarek, Franz (1926–1996), deutscher Botaniker
- Fukárek, Ota (* 1977), tschechischer Tennisspieler
- Fukarek, Pavle (1912–1983), jugoslawischer Dendrologe, Botaniker, Biogeograph und Pflanzensoziologe
- Fukasaku, Kinji (1930–2003), japanischer Filmregisseur, Filmproduzent und DrehbuchautorKinji Fukasaku (1930–2003)

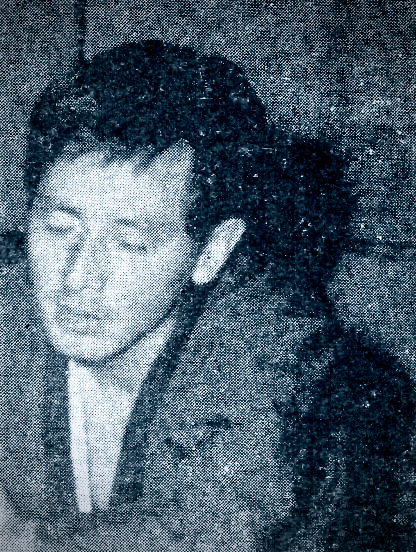
Kinji Fukasaku (1930–2003)

- Fukasawa, Masahiro (* 1977), japanischer Fußballspieler
- Fukasawa, Naoto (* 1956), japanischer Industriedesigner
- Fukashiro, Riku (* 2000), japanischer Fußballspieler
- Fukatsu, Kōta (* 1984), japanischer Fußballspieler
- Fukaya, Kenji (* 1959), japanischer Mathematiker
- Fukaya, Tomohiro (* 1990), japanischer Bahnradsportler
- Fukaya, Yūki (* 1982), japanischer Fußballspieler
- Fukazawa, Daiki (* 1998), japanischer Fußballspieler
- Fukazawa, Kanato (* 2001), japanischer Fußballspieler
- Fukazawa, Sakuichi (1896–1947), japanischer Holzschnitt-Künstler
- Fukazawa, Shichirō (1914–1987), japanischer Schriftsteller
- Fukazawa, Yuta (* 2000), japanischer Fußballspieler
- Fukazu, Naoko (* 1944), japanische Tischtennisspielerin

### Fuke
- Fuke, Kenio, brasilianischer Pianist und Komponist
- Fuke, Noriki (* 1997), japanischer Fußballspieler
- Fuke, Yūki (* 1991), japanischer Fußballspieler

### Fuki
- Fukier, Henryk Maria (1886–1959), polnischer Kaufmann und letzte Nachkomme der Warschauer Fukier-Sippe
- Fukita, Yukitaka (* 1972), japanischer Skispringer

### Fukk
- Fukken, Engelbertus (1914–1941), niederländischer Spion

### Fuko
- Fūko Umekawa (* 1991), japanische Radrennfahrerin
- Fukofuka, Maleselo (* 2005), tongaischer Leichtathlet
- Fukōin, Makoto (* 1993), japanischer Fußballspieler

### Fuks
- Fuks, Alexander (1917–1978), israelischer Althistoriker und Papyrologe
- Fuks, Heorhij (1927–2008), ukrainischer Brückenbauingenieur und Hochschullehrer
- Fuks, Julián (* 1981), brasilianischer Schriftsteller, Übersetzer und Literaturkritiker
- Fuks, Ladislav (1923–1994), tschechischer Prosa-Autor und Verfasser psychologischer Romane
- Fuks, Lajb (1908–1990), polnisch-niederländischer Judaist, jüdischer Gelehrter und Bibliothekar
- Fuks, Marian (1914–2022), polnischer Historiker
- Fuks, Myriam (* 1949), israelische Sängerin und Schauspielerin
- Fuksa, Martin (* 1993), tschechischer Kanute
- Fuksa, Petr (* 1969), tschechischer Kanute
- Fuksas, Doriana Mandrelli (* 1955), italienische Architektin, Architekturhistorikerin und Designerin
- Fuksas, Massimiliano (* 1944), italienischer Architekt und DesignerMassimiliano Fuksas (* 1944)

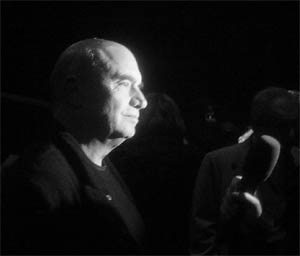
Massimiliano Fuksas (* 1944)

### Fuku
- Fukuba, Bisei (1831–1907), japanischer Verfechter der Nationallehre (Kokugaku) in der Bakumatsu- und frühen Meiji-Zeit
- Fukuba, Hayato (1856–1921), japanischer Botaniker und Parkgestalter
- Fukube, Mako (* 1995), japanische Hürdenläuferin
- Fukuchi, Gen’ichirō (1841–1906), japanischer Schriftsteller und Journalist
- Fukuda Tokuzō (1874–1930), japanischer Wirtschaftswissenschaftler
- Fukuda, Aio (* 1994), japanischer Fußballspieler
- Fukuda, Gyōkai (1809–1888), japanischer buddhistischer Priester
- Fukuda, Hatsujirō (1866–1939), japanischer Verleger
- Fukuda, Heihachirō (1892–1974), japanischer Maler
- Fukuda, Hideko (1865–1927), japanische Feministin
- Fukuda, Hikaru (* 1999), japanische Biathletin
- Fukuda, Hiroichi (1914–1999), japanischer Politiker
- Fukuda, Jun (1923–2000), japanischer Regisseur
- Fukuda, Jun (* 1977), japanischer Fußballspieler
- Fukuda, Kaoru (* 1955), japanischer Eisschnellläufer
- Fukuda, Keiichi (1895–1956), japanischer Maler der Nihonga-Richtung
- Fukuda, Keiji (* 1955), US-amerikanischer Mediziner
- Fukuda, Keiko (1913–2013), japanisch-US-amerikanische Judoka
- Fukuda, Kenji (* 1977), japanischer Fußballspieler
- Fukuda, Kensuke (* 1984), japanischer Fußballspieler
- Fukuda, Kento (* 1990), japanischer Fußballspieler
- Fukuda, Kumajirō (1841–1898), japanischer Verleger
- Fukuda, Masa (* 1976), japanisch-US-amerikanischer Songwriter, Musiker und Dirigent
- Fukuda, Masahiro (* 1966), japanischer Fußballspieler

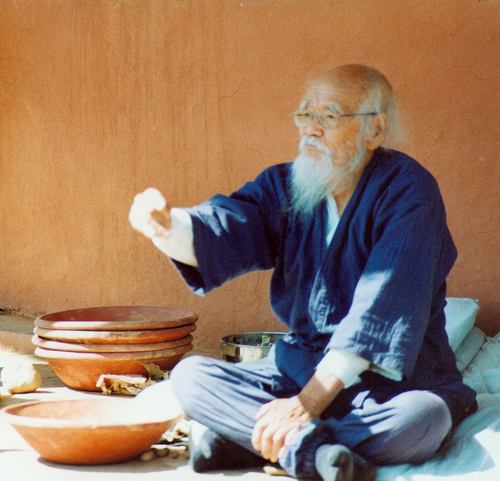
Masanobu Fukuoka (1913–2008)

- Fukuda, Mikuto (* 2000), japanischer Fußballspieler
- Fukuda, Mitsuo (* 1960), japanischer Anime-Regisseur
- Fukuda, Nobuko (* 1980), japanische Skilangläuferin
- Fukuda, Norihiko (* 1972), japanischer Politiker
- Fukuda, Ryō (* 1979), japanischer Rennfahrer
- Fukuda, Shigeo (1932–2009), japanischer Grafikdesigner und Plakatkünstler
- Fukuda, Shimpei (* 1987), japanischer Radrennfahrer
- Fukuda, Shin’ichi (* 1955), japanischer Gitarrist und Musikpädagoge
- Fukuda, Shinnosuke (* 2000), japanischer Fußballspieler
- Fukuda, Shiō (* 2004), japanischer Fußballspieler
- Fukuda, Shō (* 2001), japanischer Fußballspieler
- Fukuda, Shōta (* 2000), japanischer Hammerwerfer
- Fukuda, Shunsuke (* 1986), japanischer Fußballspieler
- Fukuda, Shunsuke (* 1999), japanischer Fußballspieler
- Fukuda, Suikō (1895–1973), japanischer Maler der Nihonga-Richtung
- Fukuda, Takeo (1905–1995), 67. japanischer Premierminister
- Fukuda, Tatsuo (* 1967), japanischer Politiker
- Fukuda, Tokuyasu (1906–1993), japanischer Diplomat und Politiker
- Fukuda, Tomikazu (* 1953), japanischer Politiker
- Fukuda, Tomoya (* 1992), japanischer Fußballspieler
- Fukuda, Toyoshirō (1904–1970), japanischer Maler
- Fukuda, Tsuneari (1912–1994), japanischer Schriftsteller und Übersetzer
- Fukuda, Tsunetami, japanischer Jazzmusiker
- Fukuda, Yasuhiro (* 1992), japanischer Fußballspieler
- Fukuda, Yasuo (* 1936), 58. Premierminister Japans
- Fukuda, Yoshitaka (* 1948), japanischer Unternehmer
- Fukuda, Yōsuke (* 1975), japanischer Komponist
- Fukuda, Yūya (* 1999), japanischer Fußballspieler
- Fukudome, Kengo (* 1987), japanischer Fußballspieler
- Fukudome, Ryō (* 1978), japanischer Fußballspieler
- Fukufuji, Yutaka (* 1982), japanischer Eishockeytorwart
- Fukuhara, Ai (* 1988), japanische Tischtennisspielerin
- Fukuhara, Akira (* 1929), japanischer Jazzmusiker (Trompete, Posaune)
- Fukuhara, Gogaku (1730–1799), japanischer Maler
- Fukuhara, Hirotsugu (* 1945), japanischer Radrennfahrer
- Fukuhara, Karen (* 1992), japanisch-US-amerikanische SchauspielerinKaren Fukuhara (* 1992)

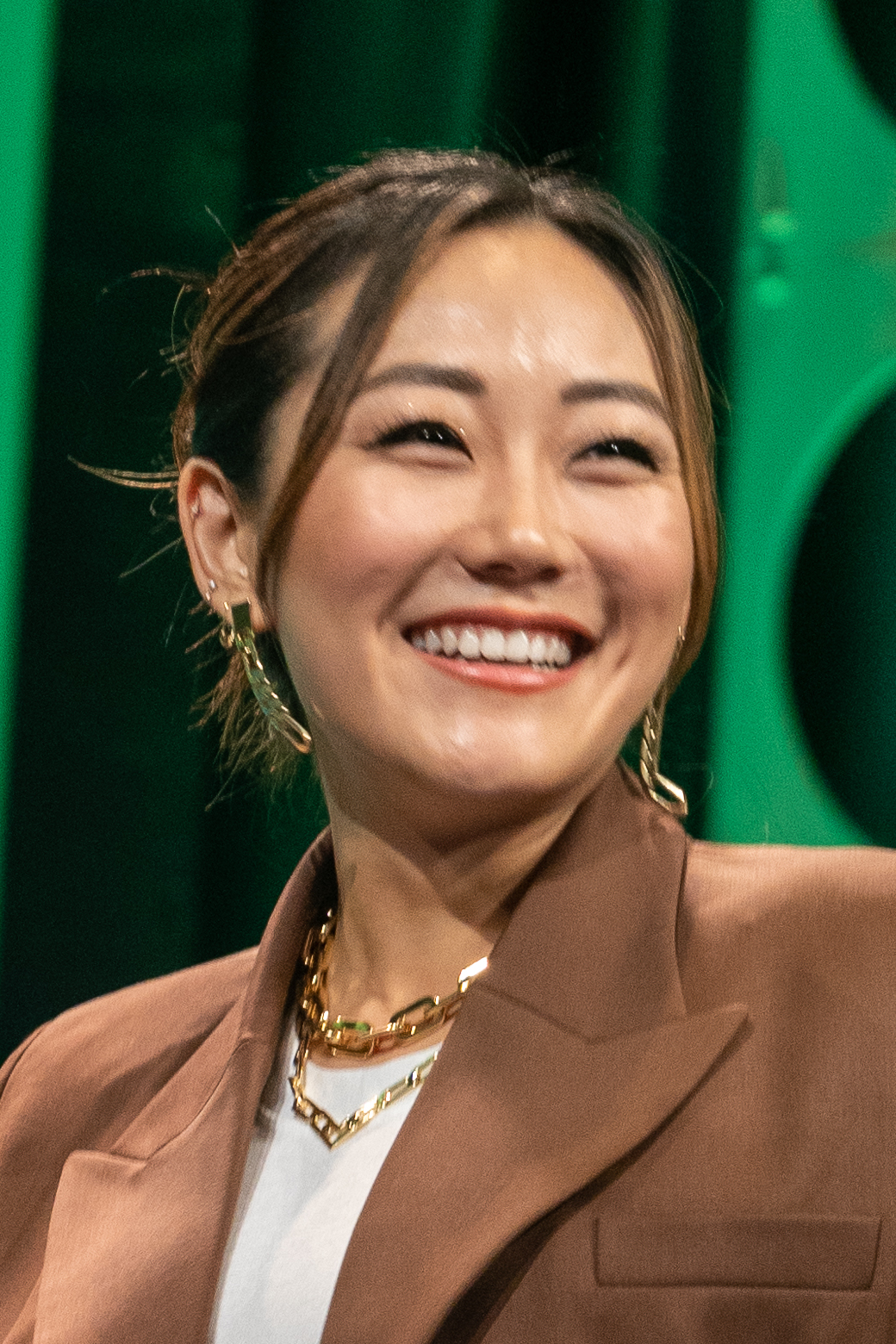
Karen Fukuhara (* 1992)

- Fukuhara, Miho (* 1987), japanische Sängerin des J-Pop
- Fukuhara, Miwa (* 1944), japanische Eiskunstläuferin
- Fukuhara, Reizō (1931–1970), japanischer Fußballspieler und -trainer
- Fukuhara, Tatsuya (* 1989), japanischer Boxer
- Fukui, Eugene (* 2003), japanischer Fußballspieler
- Fukui, Isoo (* 1947), japanischer Jazzmusiker
- Fukui, Ken’ichi (1918–1998), japanischer Chemiker und Nobelpreisträger für Chemie
- Fukui, Kōki (* 1995), japanischer Fußballspieler
- Fukui, Masato (* 1988), japanischer Fußballspieler
- Fukui, Ryo (1948–2016), japanischer Jazzpianist
- Fukui, Ryōji (* 1987), japanischer Fußballspieler
- Fukui, Taichi (* 2004), japanischer Fußballspieler
- Fukui, Tsuyoshi (* 1978), japanischer Badmintonspieler
- Fukuma, Kotaro (* 1982), japanischer Pianist
- Fukuman, Naoko (* 1992), japanische Badmintonspielerin
- Fukumi, Tomoko (* 1985), japanische Judoka
- Fukumitsu, Hisayo (* 1960), japanische Hochspringerin
- Fukumitsu, Takaki (* 1992), japanischer Fußballspieler
- Fukumori, Akito (* 1992), japanischer Fußballspieler
- Fukumori, Kenta (* 1994), japanischer Fußballspieler
- Fukumori, Michika (* 1969), japanische Jazzmusikerin (Piano)
- Fukumori, Naoya (* 1992), japanischer Fußballspieler
- Fukumori, Shin’ya (* 1984), japanischer Jazzmusiker (Schlagzeug, Komposition)
- Fukumoto, Beth (* 1983), amerikanische Politikerin, die im Repräsentantenhaus von Hawaii saß und den Distrikt 36 vertrat (2013–2018)
- Fukumoto, Kazuo (1894–1983), japanischer marxistischer Theoretiker
- Fukumoto, Mari (* 1987), japanische Konzertorganistin, Kirchenmusikerin und Hochschullehrerin
- Fukumoto, Miho (* 1983), japanische Fußballspielerin
- Fukumoto, Miyuki (* 1977), japanische Stabhochspringerin
- Fukumoto, Naoyoshi (* 1987), japanischer Fußballspieler
- Fukumoto, Tomoya (* 1999), japanischer Fußballspieler
- Fukumoto, Yōhei (* 1987), japanischer Fußballspieler

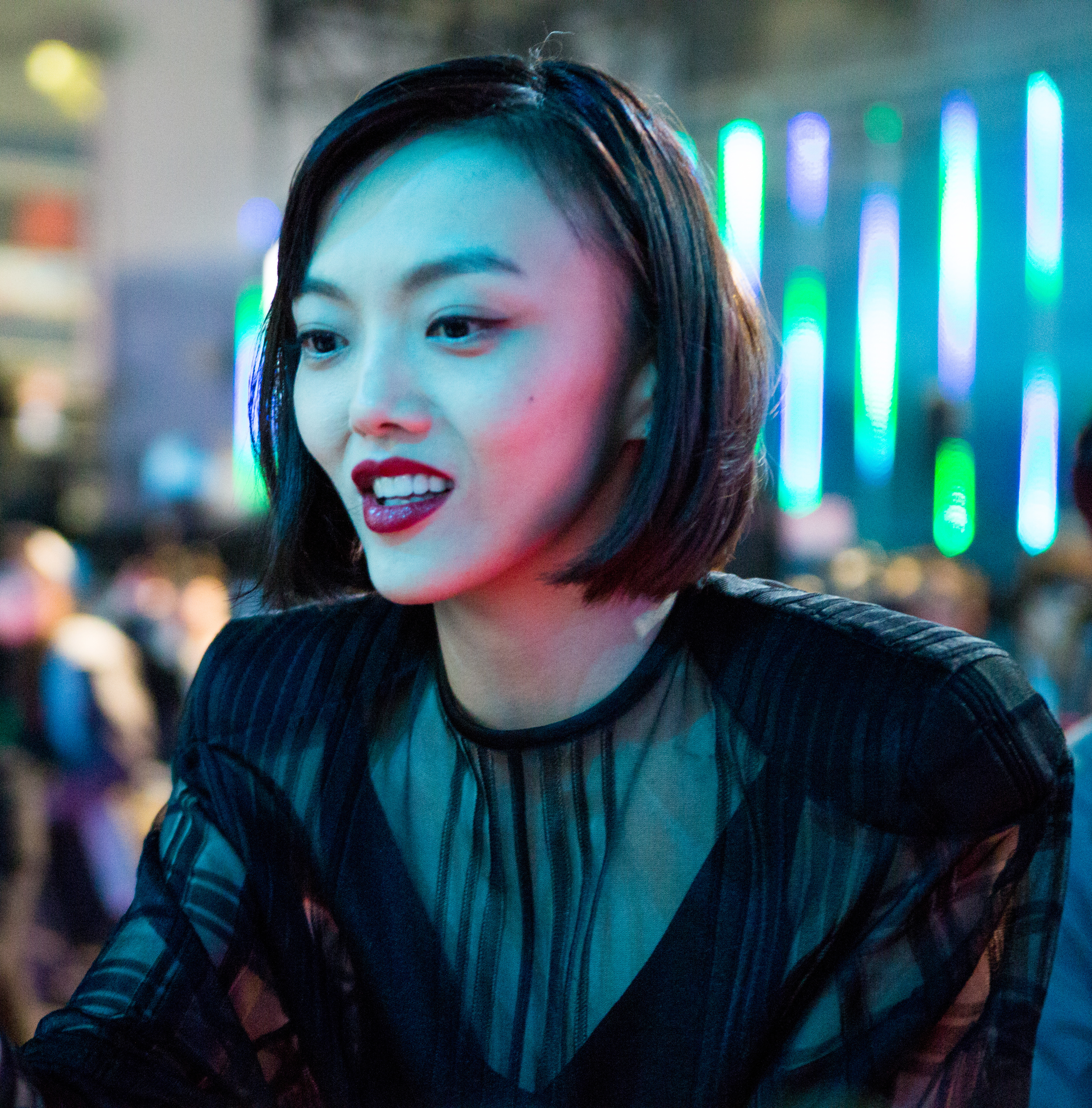
Rila Fukushima

- Fukumoto, Yū (* 2002), japanischer Fußballspieler
- Fukumoto, Yutaka (* 1947), japanischer Baseballspieler
- Fukumura, Hiroshi (* 1949), japanischer Jazzmusiker
- Fukumura, Mizuki (* 1996), japanische Popsängerin und Mitglied der Girlgroup Morning Musume
- Fukumura, Takayuki (* 1991), japanischer Fußballspieler
- Fukunaga, Cary Joji (* 1977), US-amerikanischer Regisseur, Drehbuchautor, Kameramann und FilmproduzentCary Joji Fukunaga (* 1977)

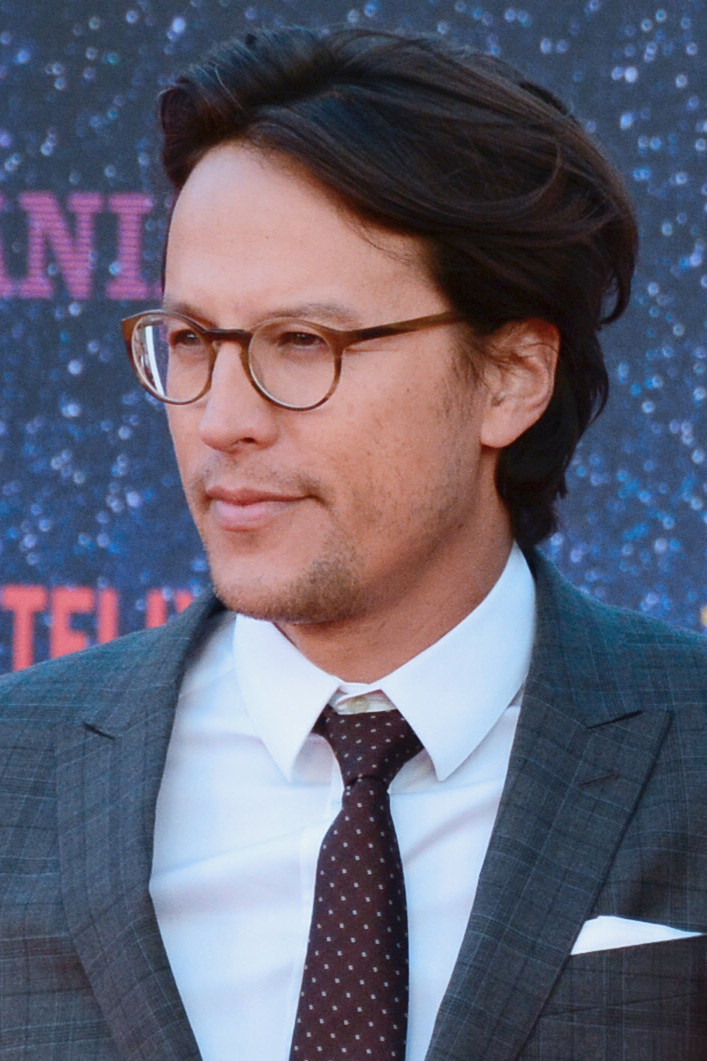
Cary Joji Fukunaga (* 1977)

- Fukunaga, Takehiko (1918–1979), japanischer Schriftsteller und Übersetzer
- Fukunaga, Yasushi (* 1973), japanischer Fußballspieler
- Fukunishi, Takashi (* 1976), japanischer Fußballspieler
- Fukuō, Tadayo (* 1984), japanischer Fußballspieler
- Fukuōji, Hōrin (1920–2012), japanischer Maler
- Fukuoka Takamaro (* 1973), japanischer Politiker
- Fukuoka, Haruna (* 1984), japanische Tischtennisspielerin
- Fukuoka, Masaaki (* 1984), japanischer Judoka
- Fukuoka, Masanobu (1913–2008), japanischer Mikrobiologe und BauerMasanobu Fukuoka (1913–2008)
- Fukuoka, Shimpei (* 2000), japanischer Fußballspieler
- Fukuoka, Shōta (* 1995), japanischer Fußballspieler
- Fukuoka, Takachika (1835–1919), japanischer Politiker
- Fukushi, Katsunari (* 1917), japanischer Pathologe
- Fukushi, Kayoko (* 1982), japanische Langstreckenläuferin
- Fukushi, Kōjirō (1889–1946), japanischer Dichter
- Fukushi, Masaichi (1878–1956), japanischer Pathologe
- Fukushige, Ryōichi (* 1971), japanischer Fußballspieler
- Fukushima, Chisato (* 1988), japanische Sprinterin
- Fukushima, Daichi (* 1977), japanischer Fußballspieler
- Fukushima, Haruka, japanische Manga-Zeichnerin
- Fukushima, Haruki (* 1993), japanischer Fußballspieler
- Fukushima, Hayato (* 2000), japanischer Fußballspieler
- Fukushima, Hideo (* 1953), japanischer Astronom und Asteroidenentdecker
- Fukushima, Hiroshi (* 1982), japanischer Fußballspieler
- Fukushima, Kazuo (1930–2023), japanischer Komponist
- Fukushima, Keidō (1933–2011), japanischer Buddhist
- Fukushima, Kōji (* 1973), japanischer Radrennfahrer
- Fukushima, Kunihiko (* 1936), japanischer Informatiker
- Fukushima, Masanori (1561–1624), japanischer Daimyō
- Fukushima, Mizuho (* 1955), japanische Politikerin
- Fukushima, Noriko (* 1979), japanische Freestyle-Skierin
- Fukushima, Rila, japanisches Model und SchauspielerinRila Fukushima
- Fukushima, Ryūya (* 2002), japanischer Fußballspieler
- Fukushima, Satoshi (* 1969), japanischer Manga-Zeichner
- Fukushima, Shihomi (* 1995), japanische Säbelfechterin
- Fukushima, Shin’ichi (* 1971), japanischer Radrennfahrer
- Fukushima, Shinta (* 1989), japanischer Fußballspieler
- Fukushima, Tetsuji (1914–1992), japanischer Manga-Zeichner
- Fukushima, Yasumasa (1852–1919), General der kaiserlich japanischen Armee
- Fukushima, Yuki (* 1993), japanische Badmintonspielerin
- Fukuta, Akito (* 1992), japanischer Fußballspieler
- Fukuyama, Francis (* 1952), US-amerikanischer PolitikwissenschaftlerFrancis Fukuyama (* 1952)

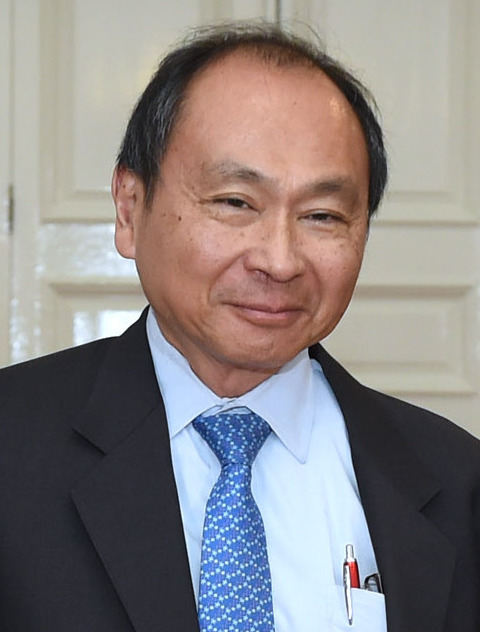
Francis Fukuyama (* 1952)

- Fukuyama, Hideo (* 1955), japanischer Autorennfahrer
- Fukuyama, Jun (* 1978), japanischer Synchronsprecher
- Fukuyama, Masaharu (* 1969), japanischer Musiker, Schauspieler, Musikproduzent, Radiomoderator und Fotograf
- Fukuyama, Ryōko (* 1977), japanische Manga-Zeichnerin
- Fukuyama, Tetsurō (* 1962), japanischer Politiker
- Fukuyama, Tohru (* 1948), japanischer Chemiker
- Fukuyama, Yukio (1928–2014), japanischer Neurologe
- Fukuzawa, Ichirō (1898–1992), japanischer Maler
- Fukuzawa, Yukichi (1835–1901), japanischer Gelehrter
- Fukuzumi, Nirei (* 1997), japanischer Automobilrennfahrer